# Stilpnochlora undulata
Stilpnochlora undulata är en insektsart som beskrevs av Emsley 1970. Stilpnochlora undulata ingår i släktet Stilpnochlora och familjen vårtbitare. Inga underarter finns listade i Catalogue of Life.